# Albert Kluyver (språkvetare)
Albert Kluyver, född 4 december 1858 i Koog aan de Zaan i nuvarande Zaanstad, död 14 februari 1938 i Groningen, var en nederländsk språkvetare.
Kluyver studerade under Matthias de Vries vid universitetet i Leiden och vann doktorsgraden där 1884 på avhandlingen Proeve eener critiek op het woordenboek van Kiliaan. År 1911 blev han professor vid universitetet i Groningen, en befattning han behöll intill pensioneringen 1929. Han invaldes 1892 som ledamot av nederländska Vetenskapsakademien.